# سه‌رخ
سه رخ فیلمی به نویسندگی و کارگردانی جعفر پناهی محصول سال ۱۳۹۷ است. این فیلم موفق شد در هفتاد و یکمین جشنواره بین‌المللی فیلم کن، نخل طلایی بهترین فیلمنامه را برای جعفر پناهی به ارمغان بیاورد. همچنین روز ۱۳ مهرماه ۱۳۹۷، هیئت داوران پنجاه و پنجمین دوره جشنواره‌های فیلم پرتقال طلایی آنتالیا و هامبورگ، به ترتیب پرتقال طلایی بهترین فیلم و جایزه داگلاس سیرک را به جعفر پناهی اهدا کردند. سومین دوره جشنواره فیلم سلیمانیه نیز در مراسم افتتاحیه، برای فیلم سه رخ یک جایزه افتخاری را به جعفر پناهی اختصاص داد و در مراسم اختتامیه نیز، سه رخ به عنوان بهترین فیلم جشنواره شناخته شد.

## خلاصه داستان
بهناز جعفری بازیگر مشهور با دیدن ویدئو دختری شهرستانی آشفته می‌شود. خانواده دختر او را تحت فشار گذاشته‌اند تا تحصیلاتش در دانشکده هنر تهران را رها کند. بهناز صحنه فیلم‌برداری خود را ترک می‌کند و سراغ جعفر پناهی فیلم‌ساز می‌رود تا در حل مشکل دخترک او را راهنمایی کند. آن دو با اتومبیل به سمت روستایی در شمال غرب کشور که زادگاه دختر است می‌روند و در آنجا محو مهمان‌نوازی مردمان بومی آن روستای کوهستانی می‌شوند اما به زودی در می‌یابند سخاوت و مهمان‌نوازی این مردم به اندازه حرمت گذاشتن به سنت‌ها برای آنها با اهمیت است.

## بازیگران
| بازیگر        | نقش         |
| ------------- | ----------- |
| جعفر پناهی    | جعفر پناهی  |
| بهناز جعفری   | بهناز جعفری |
| مرضیه رضایی   | مرضیه       |
| مائده ارتقایی | مائده       |

## نمایش
سه رخ برای نخستین بار، شنبه ۲۲ اردیبهشت ماه ۱۳۹۷ (۱۲ مه ۲۰۱۸) در هفتاد و یکمین دوره جشنواره فیلم کن، به عنوان تنها نماینده سینمای ایران در بخش مسابقه اصلی، به نمایش درآمد. همچنین قرارداد اکران فیلم در ۴۷ کشور از ۵ قاره، پس از پایان نمایش در جشنواره کن، ثبت شده‌است. فرانسه با اکران عمومی و استرالیا با جشنواره فیلم سیدنی به ترتیب از روز چهارشنبه ۱۶ و جمعه ۲۵ خرداد ۱۳۹۷(۰۶ و ۱۵ ژوئن ۲۰۱۸)، سه رخ را اکران کرده‌اند.
سه رخ در تازه‌ترین حضور بین‌المللی خود، از روز شنبه نهم تیرماه ۱۳۹۷(آخرین روز ماه ژوئن ۲۰۱۸) در جمهوری چک به نمایش درآمد و از روز شنبه سی ام تیرماه ۱۳۹۷(۲۱ ژوئیه ۲۰۱۸) در نیوزلند، با جشنواره فیلم کارلووی واری و جشنواره بین‌المللی فیلم نیوزلند اکران خواهد شد. لهستان برای نخستین بار با جشنواره بین‌المللی فیلم افق‌های نو لهستان، از روز جمعه پنجم مردادماه ۱۳۹۷(۲۷ ژوئیه ۲۰۱۸)، شروع به اکران سه رخ خواهد کرد.
استرالیا برای دومین بار، با جشنواره بین‌المللی فیلم ملبورن، بلژیک برای نخستین بار با اکران عمومی گسترده، هلند با جشنواره جهان سینمای آمستردام و اکران عمومی و شیلی با جشنواره بین‌المللی فیلم سانتیاگو، به ترتیب از روز جمعه ۱۲ مردادماه ۱۳۹۷(سوم اوت ۲۰۱۸)، چهارشنبه ۱۷ مردادماه ۱۳۹۷(۰۸ اوت ۲۰۱۸)، جمعه ۲۶ مردادماه ۱۳۹۷(۱۷ اوت ۲۰۱۸)، یکشنبه ۲۵ مردادماه ۱۳۹۷(۱۹ اوت ۲۰۱۸) پنجشنبه نهم شهریورماه ۱۳۹۷(۳۱ اوت ۲۰۱۸)، میزبان فیلم سه رخ بوده‌اند.
سه رخ در جدیدترین نمایش‌های بین‌المللی خود، برای نخستین بار در کانادا با جشنواره بین‌المللی تورنتو، در مجارستان با اکران عمومی در سراسر کشور، در اسپانیا با جشنواره بین‌المللی فیلم سن سباستین، در نروژ با جشنواره بین‌المللی فیلم برگن، برای دومین بار در کانادا با جشنواره بین‌المللی فیلم کلگری و برای نخستین بار در ایسلند با جشنواره بین‌المللی فیلم ریکیاویک، به ترتیب از روزهای شنبه ۱۷ شهریورماه ۱۳۹۷(۰۸ سپتامبر ۲۰۱۸)، پنجشنبه ۲۲ شهریورماه ۱۳۹۷(۱۳ سپتامبر ۲۰۱۸)، جمعه ۳۰ شهریورماه ۱۳۹۷(۲۱ سپتامبر ۲۰۱۸)، جمعه ششم مهرماه ۱۳۹۷(۲۸ سپتامبر ۲۰۱۸) و یکشنبه هشتم مهرماه ۱۳۹۷(۳۰ سپتامبر ۲۰۱۸)، اکران خواهد شد.
ترکیه، آلمان، آمریکا، کره جنوبی برای نخستین بار، استرالیا برای سومین و چهارمین بار، کانادا برای چهارمین بار و انگلستان برای نخستین بار با جشنواره بین‌المللی فیلم پرتقال طلایی آنتالیا، جشنواره بین‌المللی فیلم هامبورگ، جشنواره بین‌المللی فیلم نیویورک، جشنواره بین‌المللی فیلم میل ولی، جشنواره بین‌المللی فیلم پوسان، جشنواره بین‌المللی فیلم آدلاید، جشنواره بین‌المللی فیلم بریزبن، جشنواره بین‌المللی فیلم مستقل سینمای نو، جشنواره بین‌المللی فیلم سلیمانیه و جشنواره بین‌المللی فیلم لندن، به ترتیب از روزهای دوشنبه نهم مهرماه ۱۳۹۷(۰۱ اکتبر ۲۰۱۸)، پنجشنبه ۱۲ مهرماه ۱۳۹۷(۰۴ اکتبر ۲۰۱۸)، جمعه ۱۳ مهرماه ۱۳۹۷(۰۵ اکتبر ۲۰۱۸)، دوشنبه ۱۶ مهرماه ۱۳۹۷(۰۸ اکتبر ۲۰۱۸)، شنبه ۲۱ مهرماه ۱۳۹۷(۱۳ اکتبر ۲۰۱۸) و دوشنبه ۲۳ مهرماه ۱۳۹۷(۱۵ اکتبر ۲۰۱۸)، میزبان فیلم سه رخ خواهند بود.
سه رخ همچنین در استرالیا نیز برای سومین بار، با جشنواره فیلم‌های ایرانی استرالیا از روز ۲۷ مهرماه ۱۳۹۷(۱۹ اکتبر ۲۰۱۸)، اکران خواهد شد. اکوادور، لهستان، برزیل و سنگاپور برای نخستین بار با جشنواره‌های بین‌المللی فیلم کوانکا، ترونی، سائوپائولو و پرسپکتیو از روزهای شنبه ۲۸ مهرماه ۱۳۹۷(۲۰ اکتبر ۲۰۱۸)، دوشنبه آخرین روز مهرماه ۱۳۹۷(۲۲ اکتبر ۲۰۱۸) و پنجشنبه سوم آبان ماه ۱۳۹۷(۲۵ اکتبر ۲۰۱۸) شروع به اکران فیلم سه رخ خواهد کرد.
سه رخ در تازه‌ترین حضورهای جشنواره‌ای، در آمریکا، نروژ، تایوان، برزیل و اسلوونی، با جشنواره‌های بین‌المللی فیلم سنت لوئیس، ویرجینیا، دنور، اسب طلایی تایپه، فیلم‌هایی از جنوب اسلو، لیوبلیانا، ریو دو ژانیرو، انجمن فیلم آمریکا، سن دیگو و هاوایی به ترتیب از روزهای جمعه۱۱ آبان ماه ۱۳۹۷(۰۲ نوامبر ۲۰۱۸)، شنبه ۱۲ آبان ماه ۱۳۹۷(۰۳ نوامبر ۲۰۱۸)، دوشنبه ۱۴ آبان ماه ۱۳۹۷(۰۵ نوامبر ۲۰۱۸)، چهارشنبه ۱۶ آبان ماه ۱۳۹۷(۰۷ نوامبر ۲۰۱۸)، پنجشنبه ۱۷ آبان ماه ۱۳۹۷(۰۸ نوامبر ۲۰۱۸)، جمعه ۱۸ آبان ماه ۱۳۹۷(۰۹ نوامبر ۲۰۱۸) و یکشنبه ۲۰ آبان ماه ۱۳۹۷(۱۱ نوامبر ۲۰۱۸)، به نمایش در خواهد آمد.
آمریکا از روز سه شنبه ۲۲ آبان ماه ۱۳۹۷(۱۳ نوامبر۲۰۱۸)، با جشنواره بین‌المللی فیلم لافت میزبان فیلم سه رخ خواهد بود. همچنین کانادا از روز شنبه ۲۶ آبان ماه ۱۳۹۷(۱۷ نوامبر ۲۰۱۸)، با جشنواره فیلم سینه ایران تورنتو، میزبان فیلم سه رخ خواهد بود. روسیه، اسپانیا، هند، ایتالیا، هنگ کنگ و لهستان نیز به ترتیب از روزهای پنجشنبه یکم آذرماه ۱۳۹۷(۲۲ نوامبر ۲۰۱۸)، جمعه دوم آذرماه ۱۳۹۷(۲۳ نوامبر ۲۰۱۸)، شنبه سوم آذرماه ۱۳۹۷(۲۴ نوامبر ۲۰۱۸)، پنجشنبه هشتم آذرماه ۱۳۹۷(۲۹ نوامبر ۲۰۱۸) و جمعه نهم آذرماه ۱۳۹۷(۳۰ نوامبر ۲۰۱۸)، سه رخ را با جشنواره بین‌المللی فیلم هند و به‌صورت محدود و گسترده، در سینماهای خود اکران خواهند کرد. هند برای دومین و سومین بار با جشنواره بین‌المللی فیلم کرالا از روز سه شنبه ۲۰ آذرماه ۱۳۹۷(۱۱ دسامبر ۲۰۱۸) و شنبه ۲۴ آذرماه ۱۳۹۷(۱۵ دسامبر ۲۰۱۸)، میزبان فیلم سه رخ خواهد بود.
سه رخ همچنین از روز چهارشنبه، پنجمین روز دی ماه ۱۳۹۷(۲۶ دسامبر ۲۰۱۸)، به‌صورت گسترده در سینماهای آلمان اکران خواهد شد. سوئیس نیز در مناطق آلمانی زبان و آرژانتین در سراسر کشور، از روز پنجشنبه ششم دی ماه ۱۳۹۷(۲۷ دسامبر ۲۰۱۸) سه رخ را اکران خواهند کرد. ترکیه، پرتغال، استرالیا، نروژ و آمریکا نیز با اکران عمومی گسترده و جشنواره‌های فیلم‌های ایرانی هیوستون و بین‌المللی امواج پرده نمایش و ترومسو، به ترتیب از روزهای جمعه ۱۴ دی ماه ۱۳۹۷(۰۴ ژانویه ۲۰۱۹)، دوشنبه ۲۴ دی ماه ۱۳۹۷(۱۴ ژانویه ۲۰۱۹)، پنجشنبه ۲۷ دی ماه ۱۳۹۷(۱۷ ژانویه ۲۰۱۹) و جمعه ۲۸ دی ماه ۱۳۹۷(۱۸ ژانویه ۲۰۱۹)، میزبان فیلم سه رخ خواهند بود.
سه رخ همچنین از روز جمعه ۱۲ بهمن ماه ۱۳۹۷(۰۱ فوریه ۲۰۱۹)، به صورت گسترده در سینماهای سوئد اکران خواهد شد و در کانادا نیز با جشنواره بین‌المللی فیلم ویکتوریا از روز یکشنبه ۱۴ بهمن ماه ۱۳۹۷(۰۳ فوریه ۲۰۱۹)، نمایش داده می‌شود. اتریش، هند و ایرلند نیز به ترتیب با اکران عمومی و جشنواره‌های بین‌المللی فیلم دوبلین و بنگلور از روز جمعه سوم اسفندماه ۱۳۹۷(۲۲ فوریه ۲۰۱۹) و سه شنبه ۰۷ اسفندماه ۱۳۹۷(۲۶ فوریه ۲۰۱۹)، میزبان فیلم سه رخ خواهد بود.
همچنین سه رخ در آمریکا، بلغارستان، لیتوانی و انگلستان نیز به ترتیب از روزهای جمعه ۱۷ اسفندماه ۱۳۹۷(۰۸ مارس ۲۰۱۹)، شنبه ۱۸ اسفندماه ۱۳۹۷(۰۹ مارس ۲۰۱۹)، یکشنبه چهارم فروردین ماه ۱۳۹۸(۲۴ مارس ۲۰۱۹) و جمعه نهم فروردین ماه ۱۳۹۸(۲۹ مارس ۲۰۱۹)، در جشنواره بین‌المللی فیلم صوفیه، ویلنیوس و به ضورت گسترده اکران عمومی خواهد شد. برزیل و پرتغال نیز به ترتیب از روزهای پنجشنبه ۱۵ فروردین ماه ۱۳۹۸(۰۴ آوریل ۲۰۱۹) و پنجشنبه ۲۲ فروردین ماه ۱۳۹۸(۱۱ آوریل ۲۰۱۹)، با اکران عمومی گسترده، میزبان فیلم سه رخ خواهند بود. سه رخ همچنین در نروژ از خردادماه ۱۳۹۸(ژوئن ۲۰۱۹)، به صورت گسترده اکران خواهد شد.

## تحلیل‌ها و نظرها
اصغر فرهادی: «جعفر عزیز، تبریک بسیار به شما و گروه نازنینت، تلاش همیشگی‌ات ستودنی‌ست. برقرار باشی.»
دبورا یانگ: در فیلم جدید جعفر پناهی، که به طرزی کنایی «سه رخ» نام گرفته، تفکرات سنتی دربارهٔ غیرت مردانه و جایگاه زن در خانه به چالش کشیده می‌شود. این چهارمین فیلم پناهی از زمانی است که توسط حاکمیت رسماً در ایران از فیلمسازی منع شده‌است. پناهی نقش خودش را بازی می‌کند و در این فیلم سوار بر ماشین شاسی‌بلندش (روح عباس کیارستمی پرده را تسخیر کرده‌است) راهی مناطق شمال غربی ایران و مرز ترکیه و آذربایجان می‌شود. پناهی که زمانی دستیار کیارستمی بوده، از قریحهٔ طنز استادش بی‌بهره است، طنزی که فیلم‌های کیارستمی را انسانی و تماشایی می‌کرد. لحن اینجا به مراتب خشک‌تر است، حتی در عجیب‌ترین مکالمات فیلم. نمای پایانی فیلم نگاهی شاعرانه دارد به جاده‌ای که باد در آن وزیدن گرفته و دو زن تنها با ذهنیت‌های خودشان در آن قدم می‌زنند، در حالی که یک کامیون حامل دام به سمت شهر رانده می‌شود. استعاره‌ای زیبا که هم ظریف است و هم جذاب و نما به سادگی کارش را انجام می‌دهد.
پیتر بردشاو منتقد گاردین: جعفر پناهی در «سه رخ» یک قصه شبه رئالیستی جذاب را در قالب پروژهٔ سینمای اتوبیوگرافیکال خود خلق کرده‌است. فیلمی که عمیقاً متواضع است و به زنان به ویژه بازیگران زن احترام می‌گذارد. فیلم‌های پناهی عموماً تماشایی هستند، «سه رخ» نیز از این قاعده مستثنی نیست، هر چند به نظر می‌رسد این یکی در تلاش برای یادآوری یک سینمای کلاسیک ایرانی است که عموماً با آثار کیارستمی شناخته می‌شود. سینمایی که هرچند سهل و ممتنع به نظر می‌آید اما عامدانه از سوی فیلمساز کدگذاری شده‌است. «طعم گیلاس» و «باد ما را خواهد برد» از این نوع سینِما هستند.
تیم گریرسون منتقد اسکرین دیلی: در فیلم "سه رخ"، یک اندیشهٔ عمیق متحرک دوست داشتنی و غیرقابل وصف از جعفر پناهی، جستجو برای یک دختر گمشده، به یک روستای کوچک در ایران – و سوال‌های قابل ملاحظه ای دربارهٔ طرز فکر مردسالارانهٔ مردم این کشور – می‌رسد. به‌طور فریبنده ای، مانند بسیاری از آثار اخیر او، این درام معتدل به آهستگی و بدون توقف از یک معمای کم هیجان به یک مشاهدهٔ آرام از اینکه چگونه زنان - مخصوصاً بازیگران زن - توسط هموطنان مرد خود مورد تهمت و افترا قرار می‌گیرند، تبدیل می‌شود. حقیقت این است که پناهی در حال حاضر به ۲۰ سال ممنوعیت خروج از کشور محکوم شده و این موضوع اندوه و تلخی " سه رخ " را تشدید کرده‌است. همدردی او با زنان تحت ظلم قصه اش قابل لمس و همچنین ناشی یک موضوع شخصی است.
استیو پوند: همانطوری که خود پناهی می‌گوید، گویا هیچ محدودیتی باعث نخواهد شد که تا او دست از فیلمسازی بردارد. در «۳ رخ» خانواده‌ای که مانع از تحصیل فرزندشان در رشتهٔ بازیگری می‌شوند، تمثیلی هستند از دولت ایران که مانع از فیلمسازی پناهی شده‌است. به واقع رخ سوم فیلم پناهی (رخ اول بازیگر زن پیش از انقلاب و رخ دوم بهناز جعفری که در فیلم نقش خودش را بازی می‌کند) نه مرضیه رضایی که خودِ پناهی‌ست؛ و این عموماً فیلمی در ستایش فیلمسازی‌ست در زیر نقاب دفاع از حقوق زنان. فیلم پناهی هر دوی این‌ها را با هم دارد. هرچند که یکی واضح‌تر از آن دیگری‌ست.
اریک کوهن: فیلم «۳ رخ» یک فیلم جاده‌ای از فیلمسازی است که چون نمی‌تواند عین سابق داستان‌گویی کند، تصمیم گرفته‌است که تا از زندگی روزمرهٔ خود فیلم بسازد. البته من واقعاً اطمینان ندارم که تجربهٔ اخیر سینمایی پناهی جداً برای او اتفاق افتاده باشد. در هر صورت «۳ رخ» اثر متفکری‌ست که چالش‌های شخصی فیلمساز با فشار و تعدی تحمیل شده از بیرون را بازنمایی می‌کند. هر چند که در نهایت بیشتر اسیر جامعه‌شناسی است تا زیبایی‌شناسی.
سینماپرس به نقد فیلم و فیلمساز و جشنواره کن پرداخت.

## اکران‌ها، حضور در جشنواره‌ها و جوایز

### اکران و جشنواره‌ها
| سال  | کشور      | رویداد                                      | بخش جشنواره/نوع اکران            | تاریخ اکران     |
| ---- | --------- | ------------------------------------------- | -------------------------------- | --------------- |
| ۲۰۱۸ | فرانسه    | جشنواره بین‌المللی فیلم کن                   | مسابقه اصلی                      | ۱۲ مه ۲۰۱۸      |
| ۲۰۱۸ | فرانسه    | اکران عمومی                                 | گسترده                           | ۰۶ ژوئن ۲۰۱۸    |
| ۲۰۱۸ | استرالیا  | جشنواره بین‌المللی فیلم سیدنی                | نمایش ویژه                       | ۱۵ ژوئن ۲۰۱۸    |
| ۲۰۱۸ | استرالیا  | جشنواره بین‌المللی فیلم سیدنی                | چهره‌های سرشناس                   | ۱۵ ژوئن ۲۰۱۸    |
| ۲۰۱۸ | استرالیا  | جشنواره بین‌المللی فیلم سیدنی                | فیلمسازانِ در مرز!                | ۱۵ ژوئن ۲۰۱۸    |
| ۲۰۱۸ | استرالیا  | جشنواره بین‌المللی فیلم سیدنی                | فیلم‌های خاورمیانه                | ۱۵ ژوئن ۲۰۱۸    |
| ۲۰۱۸ | استرالیا  | جشنواره بین‌المللی فیلم سیدنی                | بیان ویژه در زمان حال            | ۱۵ ژوئن ۲۰۱۸    |
| ۲۰۱۸ | استرالیا  | جشنواره بین‌المللی فیلم سیدنی                | فیلم‌های شرکت کننده در جشنواره کن | ۱۵ ژوئن ۲۰۱۸    |
| ۲۰۱۸ | جمهوری چک | جشنواره بین‌المللی فیلم کارلووی واری         | افق‌ها                            | ۳۰ ژوئن ۲۰۱۸    |
| ۲۰۱۸ | نیوزلند   | جشنواره بین‌المللی فیلم نیوزلند              | جهان                             | ۲۱ ژوئیه ۲۰۱۸   |
| ۲۰۱۸ | لهستان    | جشنواره بین‌المللی فیلم افق‌های نو لهستان     | نماینده                          | ۲۷ ژوئیه ۲۰۱۸   |
| ۲۰۱۸ | استرالیا  | جشنواره بین‌المللی فیلم ملبورن               | فیلم‌های بلند                     | ۰۳ اوت ۲۰۱۸     |
| ۲۰۱۸ | استرالیا  | جشنواره بین‌المللی فیلم ملبورن               | اساتید                           | ۰۳ اوت ۲۰۱۸     |
| ۲۰۱۸ | استرالیا  | جشنواره بین‌المللی فیلم ملبورن               | عنوان                            | ۰۳ اوت ۲۰۱۸     |
| ۲۰۱۸ | بلژیک     | اکران عمومی                                 | گسترده                           | ۰۸ اوت ۲۰۱۸     |
| ۲۰۱۸ | هلند      | جشنواره جهان سینمای آمستردام                | مسابقه اصلی                      | ۱۷ اوت ۲۰۱۸     |
| ۲۰۱۸ | شیلی      | جشنواره بین‌المللی فیلم سانتیاگو             | اساتید                           | ۱۹ اوت ۲۰۱۸     |
| ۲۰۱۸ | هلند      | اکران عمومی                                 | گسترده                           | ۳۱ اوت ۲۰۱۸     |
| ۲۰۱۸ | کانادا    | جشنواره بین‌المللی فیلم تورنتو               | اساتید                           | ۰۸ سپتامبر ۲۰۱۸ |
| ۲۰۱۸ | مجارستان  | اکران عمومی                                 | گسترده                           | ۱۳ سپتامبر ۲۰۱۸ |
| ۲۰۱۸ | اسپانیا   | جشنواره بین‌المللی فیلم سن سباستین           | Peldark                          | ۲۱ سپتامبر ۲۰۱۸ |
| ۲۰۱۸ | نروژ      | جشنواره بین‌المللی فیلم برگن                 | پیش از آزادی                     | ۲۸ سپتامبر ۲۰۱۸ |
| ۲۰۱۸ | کانادا    | جشنواره بین‌المللی فیلم کلگری                | برندگان جوایز                    | ۲۸ سپتامبر ۲۰۱۸ |
| ۲۰۱۸ | کانادا    | جشنواره بین‌المللی فیلم کلگری                | فیلم‌های درام                     | ۲۸ سپتامبر ۲۰۱۸ |
| ۲۰۱۸ | کانادا    | جشنواره بین‌المللی فیلم کلگری                | فیلم‌های سیاسی                    | ۲۸ سپتامبر ۲۰۱۸ |
| ۲۰۱۸ | کانادا    | جشنواره بین‌المللی فیلم کلگری                | زنان قدرتمند                     | ۲۸ سپتامبر ۲۰۱۸ |
| ۲۰۱۸ | کانادا    | جشنواره بین‌المللی فیلم کلگری                | مسائل روز                        | ۲۸ سپتامبر ۲۰۱۸ |
| ۲۰۱۸ | کانادا    | جشنواره بین‌المللی فیلم کلگری                | فیلمهای دلهره آور                | ۲۸ سپتامبر ۲۰۱۸ |
| ۲۰۱۸ | کانادا    | جشنواره بین‌المللی فیلم کلگری                | فیلم‌های جاده ای                  | ۲۸ سپتامبر ۲۰۱۸ |
| ۲۰۱۸ | کانادا    | جشنواره بین‌المللی فیلم کلگری                | عنوان                            | ۲۸ سپتامبر ۲۰۱۸ |
| ۲۰۱۸ | ایسلند    | جشنواره بین‌المللی فیلم ریکیاویک             | دریاهای بی‌نهایت                  | ۳۰ سپتامبر ۲۰۱۸ |
| ۲۰۱۸ | ترکیه     | جشنواره بین‌المللی فیلم پرتقال طلایی آنتالیا | مسابقه اصلی                      | ۰۱ اکتبر ۲۰۱۸   |
| ۲۰۱۸ | کانادا    | جشنواره بین‌المللی فیلم ونکوور               | پانوراما                         | ۰۳ اکتبر ۲۰۱۸   |
| ۲۰۱۸ | آلمان     | جشنواره بین‌المللی فیلم هامبورگ              | فیلم‌های سیاسی                    | ۰۴ اکتبر ۲۰۱۸   |
| ۲۰۱۸ | آمریکا    | جشنواره بین‌المللی فیلم میل ولی              | سینمای جهان                      | ۰۵ اکتبر ۲۰۱۸   |
| ۲۰۱۸ | آمریکا    | جشنواره بین‌المللی فیلم نیویورک              | مسابقه اصلی                      | ۰۸ اکتبر ۲۰۱۸   |
| ۲۰۱۸ | کره جنوبی | جشنواره بین‌المللی فیلم پوسان                | پنجره ای رو به سینمای آسیا       | ۰۸ اکتبر ۲۰۱۸   |
| ۲۰۱۸ | عراق      | جشنواره بین‌المللی فیلم سلیمانیه             | فیلم‌های بلند                     | ۱۳ اکتبر ۲۰۱۸   |
| ۲۰۱۸ | استرالیا  | جشنواره بین‌المللی فیلم آدلاید               | فیلم‌های بلند                     | ۱۳ اکتبر ۲۰۱۸   |
| ۲۰۱۸ | استرالیا  | جشنواره بین‌المللی فیلم بریزبن               | سینمای معاصر ایران               | ۱۳ اکتبر ۲۰۱۸   |
| ۲۰۱۸ | کانادا    | جشنواره بین‌المللی فیلم مستقل سینمای نو      | نام‌های بزرگ سینما                | ۱۳ اکتبر ۲۰۱۸   |
| ۲۰۱۸ | انگلستان  | جشنواره بین‌المللی فیلم لندن                 | سفر                              | ۱۵ اکتبر ۲۰۱۸   |
| ۲۰۱۸ | استرالیا  | جشنواره فیلم‌های ایرانی استرالیا             | فیلم‌های بلند                     | ۱۹ اکتبر ۲۰۱۸   |
| ۲۰۱۸ | اکوادور   | جشنواره بین‌المللی فیلم کوانکا               | پانوراما                         | ۲۰ اکتبر ۲۰۱۸   |
| ۲۰۱۸ | لهستان    | جشنواره بین‌المللی فیلم ترونی                | نمایش ویژه                       | ۲۰ اکتبر ۲۰۱۸   |
| ۲۰۱۸ | برزیل     | جشنواره بین‌المللی فیلم سائوپائولو           | دیدگاه جهانی                     | ۲۲ اکتبر ۲۰۱۸   |
| ۲۰۱۸ | سنگاپور   | جشنواره بین‌المللی فیلم پرسپکتیو             | مسابقه اصلی                      | ۲۵ اکتبر ۲۰۱۸   |
| ۲۰۱۸ | آمریکا    | جشنواره بین‌المللی فیلم سنت لوئیس            | فضای بین‌المللی                   | ۰۲ نوامبر ۲۰۱۸  |
| ۲۰۱۸ | آمریکا    | جشنواره بین‌المللی فیلم سنت لوئیس            | تمرکز بر خاورمیانه               | ۰۲ نوامبر ۲۰۱۸  |
| ۲۰۱۸ | آمریکا    | جشنواره بین‌المللی فیلم ویرجینیا             | نمایش‌های بعد از ظهر              | ۰۳ نوامبر ۲۰۱۸  |
| ۲۰۱۸ | آمریکا    | جشنواره بین‌المللی فیلم دنور                 | سینمای معاصر جهان                | ۰۵ نوامبر ۲۰۱۸  |
| ۲۰۱۸ | اسلوونی   | جشنواره بین‌المللی فیلم لیوبلیانا            | پادشاه و ملکه                    | ۰۷ نوامبر ۲۰۱۸  |
| ۲۰۱۸ | برزیل     | جشنواره بین‌المللی فیلم ریو دو ژانیرو        | پانورامای جهان                   | ۰۷ نوامبر ۲۰۱۸  |
| ۲۰۱۸ | تایوان    | جشنواره بین‌المللی فیلم اسب طلایی تایپه      | اساتید                           | ۰۸ نوامبر ۲۰۱۸  |
| ۲۰۱۸ | نروژ      | جشنواره بین‌المللی فیلم‌هایی از جنوب اسلو     | مسابقه اصلی                      | ۰۹ نوامبر ۲۰۱۸  |
| ۲۰۱۸ | نروژ      | جشنواره بین‌المللی فیلم‌هایی از جنوب اسلو     | نگاه تماشاگران                   | ۰۹ نوامبر ۲۰۱۸  |
| ۲۰۱۸ | آمریکا    | جشنواره بین‌المللی انجمن فیلم آمریکا         | سینمای جهان                      | ۰۹ نوامبر ۲۰۱۸  |
| ۲۰۱۸ | آمریکا    | جشنواره فیلم‌های آسیایی سن دیگو              | اساتید                           | ۱۱ نوامبر ۲۰۱۸  |
| ۲۰۱۸ | آمریکا    | جشنواره بین‌المللی فیلم هاوایی               | برندگان جوایز                    | ۱۱ نوامبر ۲۰۱۸  |
| ۲۰۱۸ | آمریکا    | جشنواره بین‌المللی فیلم لافت                 | مسابقه اصلی                      | ۱۳ نوامبر۲۰۱۸   |
| ۲۰۱۸ | کانادا    | جشنواره فیلم سینه ایران تورنتو              | مسابقه اصلی                      | ۱۷ نوامبر ۲۰۱۸  |
| ۲۰۱۸ | روسیه     | اکران عمومی                                 | محدود                            | ۲۲ نوامبر ۲۰۱۸  |
| ۲۰۱۸ | اسپانیا   | اکران عمومی                                 | گسترده                           | ۲۳ نوامبر ۲۰۱۸  |
| ۲۰۱۸ | هند       | جشنواره بین‌المللی فیلم هند                  | پانورامای جهان                   | ۲۴ نوامبر ۲۰۱۸  |
| ۲۰۱۸ | ایتالیا   | اکران عمومی                                 | گسترده                           | ۲۹ نوامبر ۲۰۱۸  |
| ۲۰۱۸ | هنگ کنگ   | اکران عمومی                                 | گسترده                           | ۲۹ نوامبر ۲۰۱۸  |
| ۲۰۱۸ | لهستان    | اکران عمومی                                 | گسترده                           | ۳۰ نوامبر ۲۰۱۸  |
| ۲۰۱۸ | هند       | جشنواره بین‌المللی فیلم کرالا                | سینمای جهان                      | ۱۱ دسامبر ۲۰۱۸  |
| ۲۰۱۸ | هند       | جشنواره بین‌المللی فیلم چنای                 | سینمای جهان                      | ۱۵ دسامبر ۲۰۱۸  |
| ۲۰۱۸ | آلمان     | اکران عمومی                                 | گسترده                           | ۲۶ دسامبر ۲۰۱۸  |
| ۲۰۱۸ | سوئیس     | اکران عمومی                                 | گسترده                           | ۲۷ دسامبر ۲۰۱۸  |
| ۲۰۱۸ | آرژانتین  | اکران عمومی                                 | گسترده                           | ۲۷ دسامبر ۲۰۱۸  |
| ۲۰۱۹ | ترکیه     | اکران عمومی                                 | گسترده                           | ۰۴ ژانویه ۲۰۱۹  |
| ۲۰۱۹ | آمریکا    | جشنواره فیلم‌های ایرانی نیویورک              | فیلم‌های بلند                     | ۱۳ ژانویه ۲۰۱۹  |
| ۲۰۱۹ | نروژ      | جشنواره بین‌المللی فیلم ترومسو               | افق‌ها                            | ۱۴ ژانویه ۲۰۱۹  |
| ۲۰۱۹ | استرالیا  | جشنواره بین‌المللی فیلم امواج پرده نمایش     | فیلم‌های بلند                     | ۱۷ ژانویه ۲۰۱۹  |
| ۲۰۱۹ | آمریکا    | جشنواره فیلم‌های ایرانی هیوستون              | فیلم‌های بلند                     | ۱۸ ژانویه ۲۰۱۹  |
| ۲۰۱۹ | سوئد      | جشنواره بین‌المللی فیلم گوتنبرگ              | اساتید                           | ۲۶ ژانویه ۲۰۱۹  |
| ۲۰۱۹ | سوئد      | اکران عمومی                                 | گسترده                           | ۰۱ فوریه ۲۰۱۹   |
| ۲۰۱۹ | کانادا    | جشنواره بین‌المللی فیلم ویکتوریا             | مسابقه اصلی                      | ۰۳ فوریه ۲۰۱۹   |
| ۲۰۱۹ | اتریش     | اکران عمومی                                 | گسترده                           | ۲۲ فوریه ۲۰۱۹   |
| ۲۰۱۹ | هند       | جشنواره بین‌المللی فیلم بنگلور               | سینمای جهان                      | ۲۲ فوریه ۲۰۱۹   |
| ۲۰۱۹ | ایرلند    | جشنواره بین‌المللی فیلم دوبلین               | سینمای جهان                      | ۲۶ فوریه ۲۰۱۹   |
| ۲۰۱۹ | آمریکا    | اکران عمومی                                 | محدود                            | ۰۸ مارس ۲۰۱۹    |
| ۲۰۱۹ | بلغارستان | جشنواره بین‌المللی فیلم صوفیه                | سینمای امروز                     | ۰۹ مارس ۲۰۱۹    |
| ۲۰۱۹ | لیتوانی   | جشنواره بین‌المللی فیلم ویلنیوس              | اساتید                           | ۲۴ مارس ۲۰۱۹    |
| ۲۰۱۹ | انگلستان  | اکران عمومی                                 | گسترده                           | ۲۹ مارس ۲۰۱۹    |
| ۲۰۱۹ | برزیل     | اکران عمومی                                 | گسترده                           | ۰۴ آوریل ۲۰۱۹   |
| ۲۰۱۹ | پرتغال    | اکران عمومی                                 | گسترده                           | ۱۱ آوریل ۲۰۱۹   |
| ۲۰۱۹ | نروژ      | اکران عمومی                                 | گسترده                           | ژوئن ۲۰۱۹       |

### جوایز
| سال  | جشنواره                                               | قسمت                            | نامزد      | نتیجه    | جایزه             |
| ---- | ----------------------------------------------------- | ------------------------------- | ---------- | -------- | ----------------- |
| ۲۰۱۸ | هفتاد و یکمین دوره جشنواره فیلم کن                    | بهترین فیلم                     | جعفر پناهی | نامزدشده | نخل طلایی         |
| ۲۰۱۸ | هفتاد و یکمین دوره جشنواره فیلم کن                    | بهترین فیلمنامه                 | جعفر پناهی | برنده    | نخل طلایی         |
| ۲۰۱۸ | نهمین دوره جشنواره جهان سینمای آمستردام               | بهترین فیلم                     | جعفر پناهی | نامزدشده | جایزه اصلی        |
| ۲۰۱۸ | پنجاه و پنجمین دوره جشنواره فیلم پرتقال طلایی آنتالیا | بهترین فیلم                     | جعفر پناهی | برنده    | پرتقال طلایی      |
| ۲۰۱۸ | بیست و ششمین دوره جشنواره فیلم هامبورگ                | بهترین فیلم (بخش فیلم‌های سیاسی) | جعفر پناهی | نامزدشده | جایزه اصلی        |
| ۲۰۱۸ | بیست و ششمین دوره جشنواره فیلم هامبورگ                | دستاورد برجسته                  | جعفر پناهی | برنده    | جایزه داگلاس سیرک |
| ۲۰۱۸ | سومین دوره جشنواره فیلم سلیمانیه                      | بهترین فیلم                     | جعفر پناهی | برنده    | بلوط طلایی        |
| ۲۰۱۸ | سومین دوره جشنواره فیلم سلیمانیه                      | جایزه افتخاری                   | جعفر پناهی | برنده    | صنوبر طلایی       |
| ۲۰۱۸ | چهل و دومین دوره جشنواره فیلم سائوپائولو              | جایزه افتخاری                   | جعفر پناهی | برنده    | جایزه لئون کاکوف  |
| ۲۰۱۸ | بیست و هشتمین دوره جشنواره فیلم‌هایی از جنوب اسلو      | بهترین فیلم                     | جعفر پناهی | نامزدشده | آینه نقره ای      |
| ۲۰۱۸ | بیست و هشتمین دوره جشنواره فیلم‌هایی از جنوب اسلو      | بهترین فیلم از نگاه تماشاگران   | جعفر پناهی | نامزدشده | لوح تقدیر         |
| ۲۰۱۹ | هشتمین دوره جشنواره فیلم‌های ایرانی پراگ               | بهترین فیلم از نگاه تماشاگران   | جعفر پناهی | برنده    | تندیس پراگ        |

- جایزه داگلاس سیرک فیلسماز آلمانی به جعفر پناهی[۷۵]